# Euzebiusz Smolarek
Euzebiusz « Ebi » Smolarek, né le 9 janvier 1981 à Łódź, est un footballeur polonais.Il est le fils de Wlodzimierz Smolarek, célèbre international polonais des années 1980.
Le prénom Euzebiusz vient de son père, qui a voulu rendre hommage au célèbre attaquant portugais Eusébio.

## Biographie

### Révélé au Feyenoord Rotterdam
Euzebiusz Smolarek commence sa carrière aux Pays-Bas, conseillé par son père alors entraîneur des jeunes du Feyenoord Rotterdam. Il intègre justement l'équipe en 2000 et y dispute sa première rencontre officielle en novembre 2000 face au RBC Roosendaal (succès cinq buts à un). Approché par la sélection des moins de dix-sept ans des Pays-Bas du fait de sa double nationalité, Smolarek choisit finalement de représenter la Pologne, comme l'avait fait son père. « Mon père m’a dit que je devrais représenter la Pologne, comme lui. Je l’ai fait pour lui, par respect pour ma famille et parce que je me sens Polonais », déclare-t-il. Le 13 février 2002, il dispute sa première rencontre avec la Pologne. Face à l'Irlande du Nord, les Polonais s'imposent quatre à un. La même année, il est suspendu pour deux matches par la FIFA à la suite d'un contrôle positif au cannabis, ce qui lui vaut le surnom de « Hash Bomber ». Auparavant, Smolarek s'était lourdement blessé, le privant de la finale de Coupe UEFA contre le Borussia Dortmund (victoire trois à deux du Feyenoord) mais aussi de la participation au Mondial.

### Continue sa carrière en Allemagne, au Borussia Dortmund
Après cinq saisons passées aux Pays-Bas, il s'engage durant le mercato d'hiver avec le club allemand du Borussia Dortmund. À Dortmund, ses deux saisons et demie sont honorables, Smolarek ayant disputé quatre-vingt-une rencontres et marqué vingt-cinq buts. En sélection, lors d'un match disputé face au Portugal le 11 octobre 2006, Ebi Smolarek inscrit vingt ans après son père le but de la victoire. En effet, Wlodzimierz Smolarek avait permis à la Pologne de l'emporter un à zéro lors de la Coupe du monde 1986 au Mexique, et avait ainsi qualifié son équipe pour les huitièmes de finale. 

### Prêté dans le championnat espagnol
Le 24 août 2007, il rejoint pour un peu moins de cinq millions d'euros le Racing de Santander dans le but de faire oublier Lionel Scaloni, parti à la Lazio. Son salaire annuel est alors de deux millions et demi d'euros. Le 17 novembre, il offre la qualification à son pays pour le prochain Championnat d'Europe, en réalisant face à la Belgique un doublé en cinq minutes. Cette qualification est historique, puisque la Pologne n'a alors jamais participé de son histoire à une phase finale d'un Championnat d'Europe. En club, il s'adapte assez vite à sa nouvelle vie en Espagne, devenant titulaire au milieu de terrain dans le groupe de Marcelino García Toral qui lutte à la mi-saison pour les places européennes. Pour un petit point, le Racing atteint son principal objectif de la saison et se qualifie pour la Coupe UEFA. Le sélectionneur de l'équipe de Pologne, Leo Beenhakker, le retient bien naturellement parmi l'effectif de vingt-trois joueurs appelé à participer à l'Euro 2008. Mais durant le tournoi, il n'arrive pas à retrouver la forme et l'efficacité qui étaient les siennes pendant les éliminatoires et qui faisaient de lui un homme clé sur le terrain.

### La longue descente aux enfers
Le 30 août 2008, à la veille de la fermeture du mercato, Euzebiusz est prêté au club anglais de Bolton, qui dispose d'une option d'achat. Il découvre ainsi la Premier League et a pour but de s'imposer dans l'un des plus grands championnats européens. Il joue son premier match avec les Wanderers le 20 septembre, étant aligné d'entrée face à Arsenal (défaite trois buts à un). Le 3 janvier 2009, il inscrit son premier but avec Bolton lors du troisième tour de FA Cup face à Sunderland. Il reste cependant peu utilisé par Gary Megson, l'entraîneur des Trotters, qui à l'issue de la saison ne désire as conserver le joueur polonais qui n'a joué que treize matches et n'a marqué qu'un seul but. De retour à Santander, il résilie son contrat le 10 août 2009.
Ebi se retrouve alors sans club, et malgré des contacts avec des clubs allemands comme Dortmund, il tarde à s'engager. Il effectue un essai avec Hambourg, leader de Bundesliga, mais qui n'est pas concluant. Le 14 décembre, il signe un contrat de deux ans et demi à l'AO Kavala. Malgré des débuts difficiles et un carton rouge, Ebi se met petit à petit dans le bain. Le 14 février 2010, grâce à un doublé (ses premiers buts de la saison) et bien aidé par la paire Diogo Rincón - Benjamin Onwuachi, il inflige au Panathinaïkos, premier du championnat, sa première défaite à domicile. Mais avec l'arrivée d'un nouvel entraîneur, Smolarek est mis de côté et choisit de casser son contrat, avec le consentement de son club.

### Connaît son premier vrai club polonais
Contacté par le Lech Poznań en Pologne, il refuse la proposition du club, pas assez importante financièrement à ses yeux, et choisit de rejoindre le Polonia Varsovie pour deux ans,. Dans un club ambitieux, Smolarek se relance et retrouve la sélection. Cependant, les résultats de l'équipe sont décevants, le Polonia ne se classant qu'à la septième place.
À l'intersaison, son président choisit de réduire les salaires de l'ensemble des joueurs, ce que Smolarek refuse. N'arrivant pas à s'arranger, les deux parties se séparent.

### Part vers le Golfe puis retourne aux sources

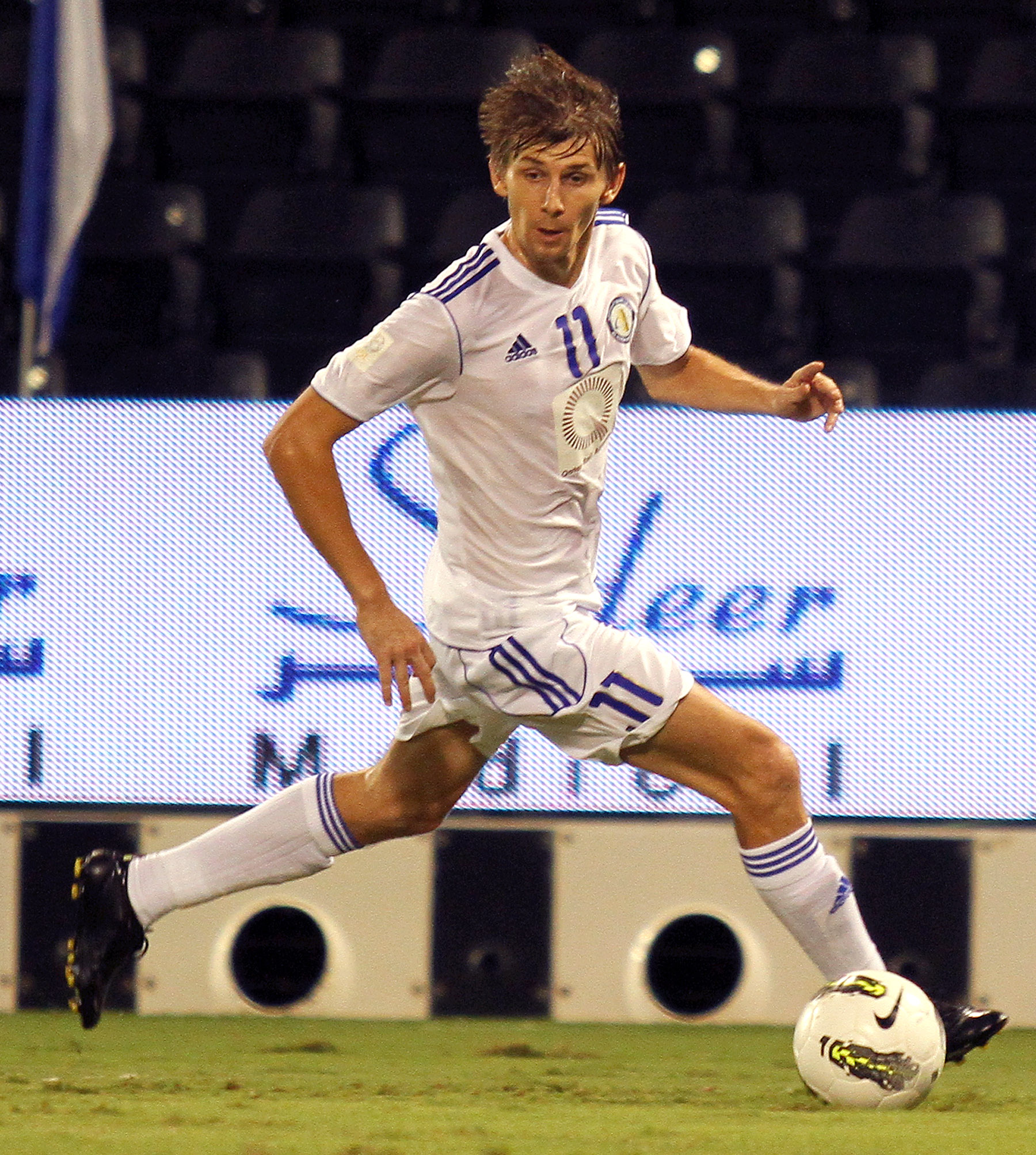
Sous les couleurs d'Al-Khor.

Une semaine après avoir quitté le Polonia, Smolarek s'engage avec Al-Khor au Qatar. Auteur de quatre buts en douze matches, il décide en janvier 2012 de revenir en Europe. Dans les dernières heures du mercato d'hiver, il signe un contrat avec l'ADO La Haye aux Pays-Bas.

## Palmarès

### Collectif
- Coupe UEFA 2001-2002
- Vice-champion des Pays-Bas : 2001

### Distinctions personnelles
- Footballeur polonais de l'année : 2005, 2006 et 2007

### Buts en sélection
| Buts en sélection de Euzebiusz Smolarek | Buts en sélection de Euzebiusz Smolarek | Buts en sélection de Euzebiusz Smolarek | Buts en sélection de Euzebiusz Smolarek | Buts en sélection de Euzebiusz Smolarek | Buts en sélection de Euzebiusz Smolarek |
| #                                       | Date                                    | Lieu                                    | Adversaire                              | Résultats                               | Compétitions                            |
| --------------------------------------- | --------------------------------------- | --------------------------------------- | --------------------------------------- | --------------------------------------- | --------------------------------------- |
| 1                                       | 3 septembre 2005                        | Chorzów, Pologne                        | Autriche                                | 3-2                                     | Éliminatoires de la Coupe du monde 2006 |
| 2                                       | 7 octobre 2005                          | Varsovie, Pologne                       | Islande                                 | 3-2                                     | Match amical                            |
| 3                                       | 13 novembre 2005                        | Barcelone, Espagne                      | Équateur                                | 3-0                                     | Match amical                            |
| 4                                       | 3 juin 2006                             | Wolfsbourg, Allemagne                   | Croatie                                 | 1-0                                     | Match amical                            |
| 5                                       | 7 octobre 2006                          | Almaty, Kazakhstan                      | Kazakhstan                              | 1-0                                     | Éliminatoires Euro 2008                 |
| 6                                       | 11 octobre 2006                         | Chorzów, Pologne                        | Portugal                                | 2-1                                     | Éliminatoires Euro 2008                 |
| 7                                       | 11 octobre 2006                         | Chorzów, Pologne                        | Portugal                                | 2-1                                     | Éliminatoires Euro 2008                 |
| 8                                       | 2 juin 2007                             | Bakou, Azerbaïdjan                      | Azerbaïdjan                             | 3-1                                     | Éliminatoires Euro 2008                 |
| 9                                       | 13 octobre 2007                         | Varsovie, Pologne                       | Kazakhstan                              | 3-1                                     | Éliminatoires Euro 2008                 |
| 10                                      | 13 octobre 2007                         | Varsovie, Pologne                       | Kazakhstan                              | 3-1                                     | Éliminatoires Euro 2008                 |
| 11                                      | 13 octobre 2007                         | Varsovie, Pologne                       | Kazakhstan                              | 3-1                                     | Éliminatoires Euro 2008                 |
| 12                                      | 17 novembre 2007                        | Chorzów, Pologne                        | Belgique                                | 2-0                                     | Éliminatoires Euro 2008                 |
| 13                                      | 17 novembre 2007                        | Chorzów, Pologne                        | Belgique                                | 2-0                                     | Éliminatoires Euro 2008                 |
| 14                                      | 10 septembre 2008                       | Serravalle, Saint-Marin                 | Saint-Marin                             | 2-0                                     | Éliminatoires de la Coupe du monde 2010 |
| 15                                      | 15 octobre 2008                         | Bratislava, Slovaquie                   | Slovaquie                               | 1-2                                     | Éliminatoires de la Coupe du monde 2010 |
| 16                                      | 1er avril 2009                          | Kielce, Pologne                         | Saint-Marin                             | 10-0                                    | Éliminatoires de la Coupe du monde 2010 |
| 17                                      | 1er avril 2009                          | Kielce, Pologne                         | Saint-Marin                             | 10-0                                    | Éliminatoires de la Coupe du monde 2010 |
| 18                                      | 1er avril 2009                          | Kielce, Pologne                         | Saint-Marin                             | 10-0                                    | Éliminatoires de la Coupe du monde 2010 |
| 19                                      | 12 octobre 2010                         | Montréal                                | Équateur                                | 2-2                                     | Match amical                            |